# Dahlgren (Virginia)
Dahlgren es un lugar designado por el censo en el  condado de King George, Virginia  (Estados Unidos). Según el censo de 2010 tenía una población de 2.653 habitantes.

## Demografía
Según el censo del 2000, Dahlgren tenía 997 habitantes, 456 viviendas, y 260 familias. La densidad de población era de 340,7 habitantes por km².
De los 456 viviendas en un 24,8%  vivían niños de menos de 18 años, en un 41,2%  vivían parejas casadas, en un 11% mujeres solteras, y en un 42,8% no eran unidades familiares. En el 36,8% de las viviendas  vivían personas solas el 11,4% de las cuales correspondía a personas de 65 años o más que vivían solas. El número medio de personas viviendo en cada vivienda era de 2,19 y el número medio de personas que vivían en cada familia era de 2,85.
Por edades la población se repartía de la siguiente manera: un 23,7% tenía menos de 18 años, un 7,9% entre 18 y 24, un 30,6% entre 25 y 44, un 20,9% de 45 a 60 y un 17% 65 años o más.
La edad media era de 37 años.  Por cada 100 mujeres de 18 o más años  había 95,6 hombres.
La renta media por vivienda era de 49.545$ y la renta media por familia de 53.500$. Los hombres tenían una renta media de 45.714$ mientras que las mujeres 21.029$. La renta per cápita de la población era de 25.928$. En torno al 7,6% de las familias y el 8,5% de la población estaban por debajo del umbral de pobreza.

## Localidades adyacentes
El siguiente diagrama muestra a las localidades más próximas a Dahlgren.